# Institut de l’audition
L’Institut de l’audition est un centre de l'Institut Pasteur (Paris) travaillant à la recherche fondamentale et médicale sur l’audition.

## Historique
Situé rue de Charenton à Paris et prévu pour un début de fonctionnement en 2018, l'institut de l'audition est inauguré le 27 février 2020 en présence du premier ministre Édouard Philippe,.  Il est une unité mixte de recherche entre l’Institut Pasteur et l’Inserm qui intègre à la fois du personnel scientifique de l’Institut Pasteur, de l’Inserm, du CNRS, et de l'AP-HP. Il bénéficie du soutien et de l’appui financier de la Fondation Pour l’Audition.
L’Institut de l’Audition vise à rassembler médecins, chercheurs mais aussi acteurs de l’innovation, industriels, associations et patients.
Christine Petit, professeure émérite au Collège de France, professeure à l’Institut Pasteur, est la directrice fondatrice de l'Institut de l'Audition. Elle reste directrice jusqu'en janvier 2022 où elle est aujourd'hui directrice du laboratoire d’innovation thérapeutique.
L'institut fait partie des 16 projets sélectionnés et présentés par le président de la République, Emmanuel Macron en mai 2023, pour accélérer la recherche en santé. À ce titre, il évolue pour devenir un institut hospitalo-universitaire, baptisé reConnect, qui sera doté d’un budget de 30 à 40 millions d'euros sur dix ans,.
Il est dirigé par Anne-Lise Giraud depuis janvier 2022 et comprend 113 spécialistes en juillet 2023.

## Programmes de recherche
Des chercheurs de l’Institut de l’audition conduisent des recherches de thérapie génique visant à soigner les déficiences auditives, avec des résultats positifs chez l'animal, qui ont permis de lancer un essai clinique en cours.

## Architecture
Le centre de l'Institut de l'Audition est un ensemble de bâtiment de près de 4 160 m2. Il a été construit par transformation d’un ancien hôtel industriel datant de 1909 et utilisé depuis les années 1950 par l’École du barreau,.
Le nouveau bâtiment comporte une façade de verre remarquable, formée par des vitres en formes de cellules ou écailles de verre,,.